# A71 (motorväg, Grekland)
A71 är en motorväg i Grekland som går mellan Megalopolis och Sparta.
Motorvägen som är 46 kilometer lång ansluter vid Megalopolis till motorvägen A7 som i sin tur har anslutningar med andra motorvägar mot Aten. Detta är en del i motorvägsförbindelsen mellan Sparta och Aten. Motorvägen blev färdig den 18 april 2016. Motorvägen går genom landskapen Arkadien och Lakonien på Peloponnesos.